# Marcel Rodríguez-López
Marcellus Rodríguez-López (ur. 29 września 1983) – multiinstrumentalista i młodszy brat Omara Rodrígueza-Lópeza.

## Życiorys
Obecnie Marcellus gra na perkusji w zespołach The Mars Volta oraz Omar Rodríguez-López Quintet, wraz ze swoim starszym bratem. Występuje również w zespole Zechs Marquise, w którym gra na organach. Wcześniej grał w kapeli Thieves Of Always, której liderem jest Ralph Jasso, były członek The Mars Volta (2005).
Marcel grał na żywo z zespołem Red Hot Chili Peppers podczas trasy promującej płytę Stadium Arcadium - zagrał na bongosach w utworze "Hump de Bump", na kongach w "Charlie" oraz na klawinecie w utworze "Warlocks". Grał również na koncertach z zespołem Gnarls Barkley. 
Marcel wystąpi w nowym filmie swojego brata Omara, noszącym wstępny tytuł The Sentimental Engine Slayer.

## Dyskografia

### Z Omar Rodríguez-López Group
- Omar Rodríguez (2005)
- Please Heat This Eventually (2007)
- Se Dice Bisonte, No Bùfalo (2007)
- Omar Rodríguez-López & Lydia Lunch (2007)
- The Apocalypse Inside of an Orange (2007)
- Calibration (Is Pushing Luck and Key Too Far) (2007)

### ZZechs Marquise
- 34:26 (2006)
- "Untitled" (2008)